# NSB El 13 sorozat
Az NSB El 13 sorozat egy norvég Bo'Bo' tengelyelrendezésű 15 kV, 16,7 Hz AC áramrendszerű villamosmozdony-sorozat. Az NSB használja személy- és tehervonatok továbbítására. Összesen 37 db készült belőle a Thunes Mekaniske Værksted A/S gyárában 1957 és 1966 között. A mozdonyok az NSB El 11 sorozat modernebb változatai.